# شهرستان مورای (اکلاهما)
شهرستان مورای، اکلاهما (به انگلیسی: Murray County, Oklahoma) شهرستانی در ایالات متحده آمریکا است که در اکلاهما واقع شده‌است.

## خصوصیات
شهرستان مورای ۱٬۱۰۰٫۷۵ کیلومترمربع مساحت دارد.